# Dzmitryj Ambrażejczyk
Dzmitryj Iharawicz Ambrażejczyk (błr. Дзмітрый Ігаравіч Амбражэйчык, ros. Дмитрий Игоревич Амброжейчик – Dmitrij Igoriewicz Ambrożejczik; ur. 26 marca 1995 w Grodnie) – białoruski hokeista.

## Kariera klubowa
- RCOP Raubicze (2011)
- HK Nioman 2 Grodno (2011-2012)
- Dynama-Szynnik Bobrujsk (2012-2014)
- Baie-Comeau Drakkar (2014-2015)
- Dynama Mińsk (2015-2017)
- HK Dynama Mołodeczno (2015-2021)
  -  HK Nioman Grodno (2019)
- HK Szachcior Soligorsk (2021)
- HK Homel (2021-2022)
- HK Dynama Mołodeczno (2022-)

Wychowanek Niomana Grodno. Początkowo grał w rezerwach klubu w II lidze białoruskiej. Następnie przez dwa lata grał w barwach drużyny Dynama-Szynnik Bobrujsk, stanowiącej zaplecze klubu HK Szynnik Bobrujsk, w juniorskich rozgrywkach rosyjskich MHL. W lipcu 2014 został wybrany w drafcie do kanadyjskiej juniorskiej ligi CHL przez klub Baie-Comeau Drakkar i w tym samym roku został jego zawodnikiem w lidze QMJHL. Od lipca 2015 na testach w Dynamie Mińsk. Od lipca 2015 zawodnik Dynama Mińsk. W styczniu 2019 został zawodnikiem Niomanu Grodno. W czerwcu 2021 przeszedł do Szachciora Soligorsk. Zwolniony stamtąd pod koniec września 2021. Na początku października 2021 został zaangażowany przez HK Homel. W październiku 2022 ponownie trafił do Dynama Mołodeczno.

## Kariera reprezentacyjna
Występował w kadrach juniorskich kraju na turniejach mistrzostw świata do lat 18 w 2013 (Dywizja I, kapitan reprezentacji), do lat 20 w 2013, 2014, 2015 (Dywizja I).

## Sukcesy
Reprezentacyjne
- Awans do Elity MŚ Dywizji IA do lat 20: 2015

Indywidualne
- Mistrzostwa Świata Juniorów w Hokeju na Lodzie 2014/I Dywizja#Grupa A:
  - Piąte miejsce w klasyfikacji asystentów turnieju: 4 asysty[8]
- Mistrzostwa Świata Juniorów w Hokeju na Lodzie 2014/I Dywizja:
  - Szóste miejsce w klasyfikacji strzelców turnieju: 3 gole[9]
  - Pierwsze miejsce w klasyfikacji asystentów turnieju: 6 asyst[8]
  - Trzecie miejsce w klasyfikacji kanadyjskiej turnieju: 9 punktów[10]
- Mistrzostwa Świata Juniorów w Hokeju na Lodzie 2015/I Dywizja:
  - Drugie miejsce w klasyfikacji strzelców turnieju: 4 gole[11]
  - Pierwsze miejsce w klasyfikacji asystentów turnieju: 8 asyst[12]
  - Pierwsze miejsce w klasyfikacji kanadyjskiej turnieju: 12 punktów[13]
  - Szóste miejsce w klasyfikacji +/- turnieju: +3[14]
  - Najlepszy zawodnik reprezentacji na turnieju[15]
  - Najlepszy napastnik turnieju[16]
- KHL (2016/2017):
  - Najlepszy debiutant tygodnia - 11 grudnia 2016[17][18]
- Ekstraliga białoruska w hokeju na lodzie (2019/2020):
  - Czwarte miejsce w klasyfikacji kanadyjskiej w sezonie zasadniczym: 42 punkty[19]
  - Czwarte miejsce w klasyfikacji strzelców w fazie play-off: 6 goli[20]